# Arme à sous-munitions
Ne doit pas être confondu avec Bombe à fragmentation.

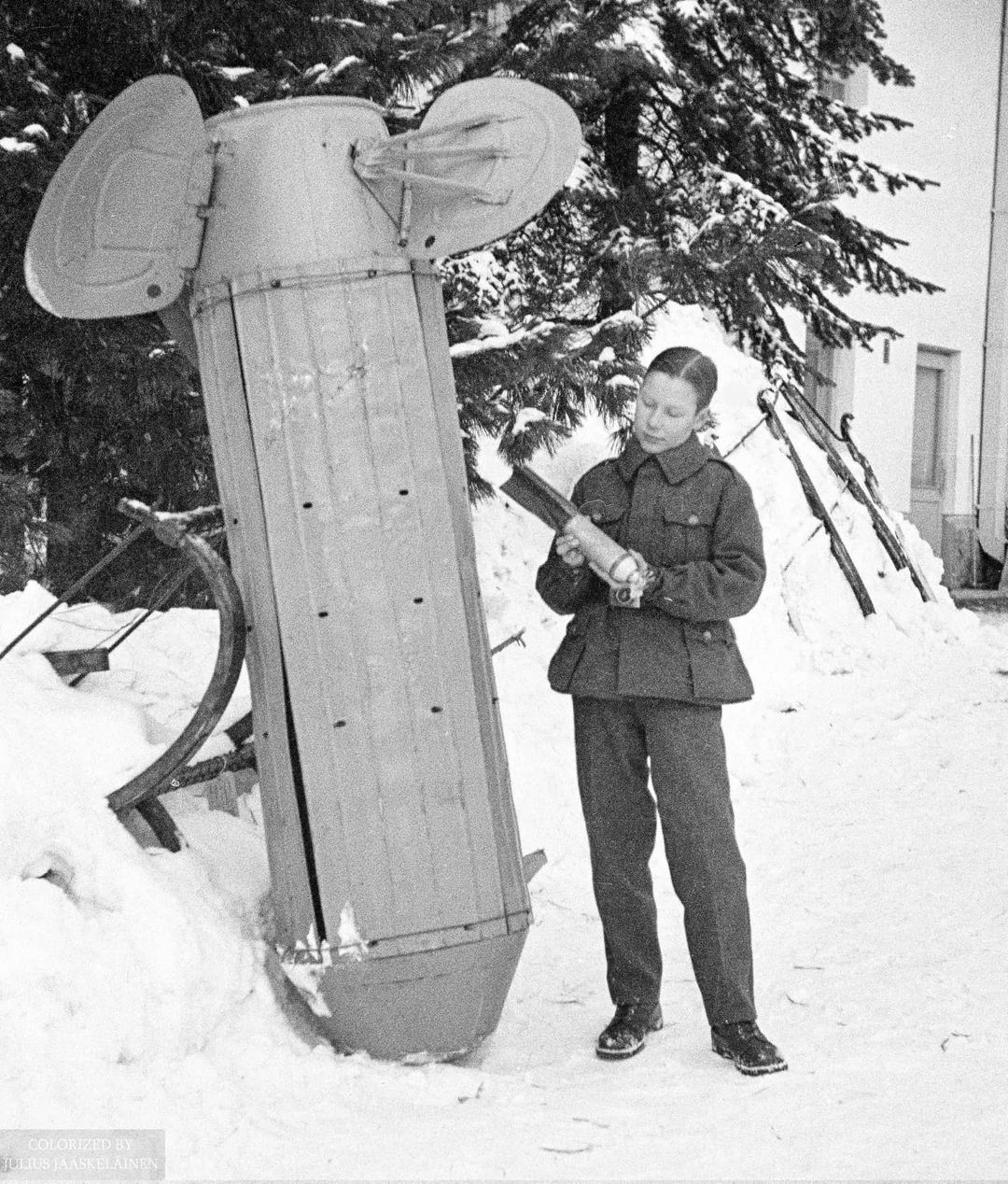
L’un des premiers types de bombe à sous-munitions, la RRAB-3 soviétique, utilisé durant la guerre d’Hiver contre la Finlande entre 1939 et 1940.

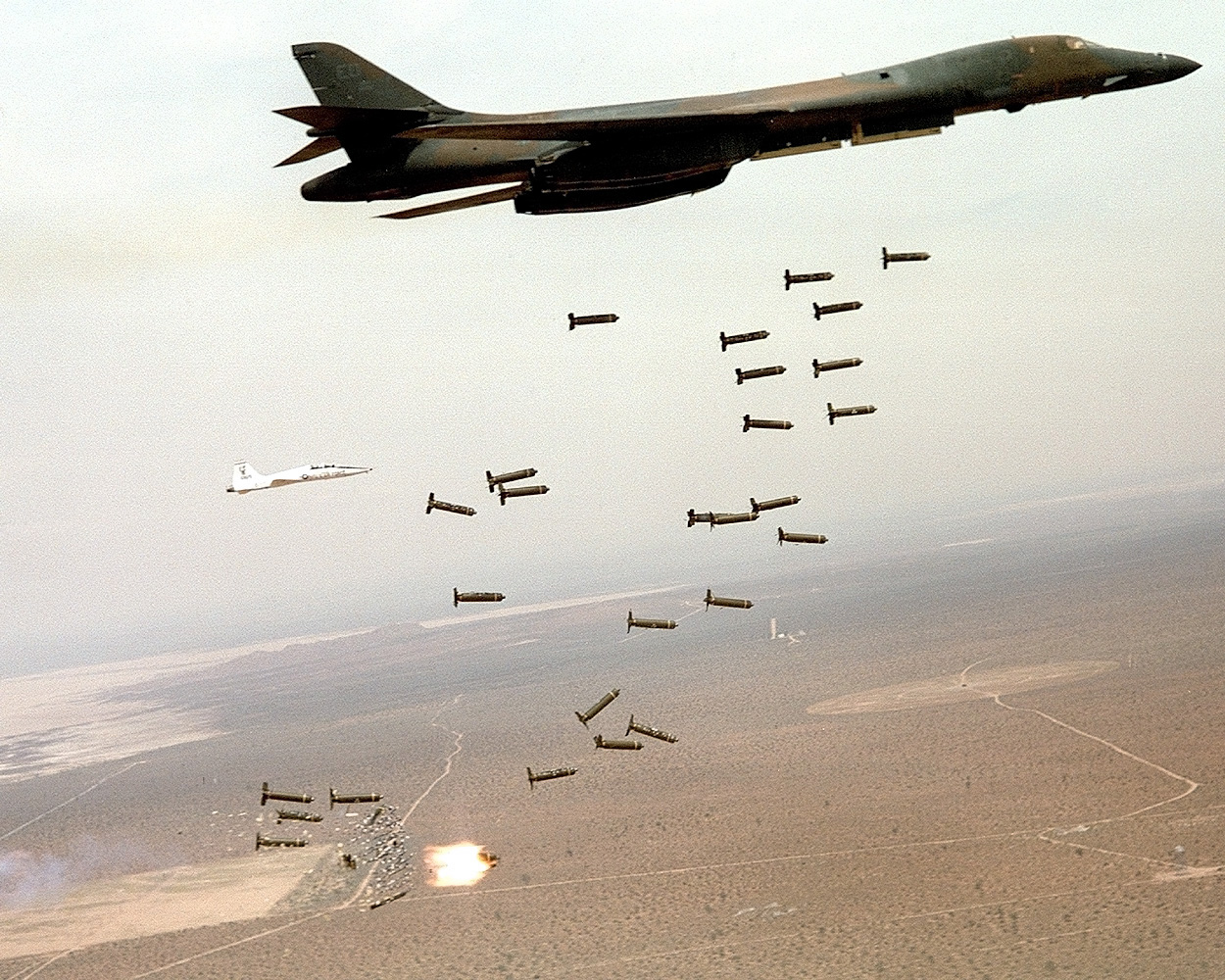
Un B-1 Lancer larguant sa charge de bombes à sous-munitions lors d’un exercice.

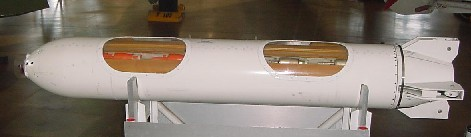
Bombe à sous-munitions CBU Mark 20 Rockeye II

Une arme à sous-munitions, également appelée bombe à sous-munitions (BASM), ou roquette à sous-munitions, est un conteneur transportant de nombreux autres projectiles explosifs, de taille plus réduite, dites « sous-munitions ». Cette munition « anti-matériel » ou « anti-personnel » permet de traiter des surfaces étendues en demandant moins de munitions que les munitions classiques.

## Historique

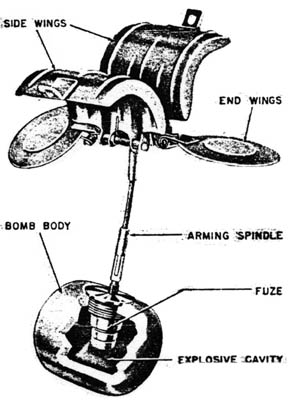
Sprengbombe Dickwandig 2 kg ou SD2, plus communément appelé bombe Butterfly; bombe antipersonnel allemande de la seconde guerre mondiale.

Les bombes à sous-munitions ont été utilisées, pour la première fois, par l’Allemagne nazie et l’Union soviétique lors de la Seconde Guerre mondiale, et ont été perfectionnées durant la guerre froide, ainsi que leurs lanceurs. On les a notamment adaptées à la dissémination d’armes chimiques et biologiques.
Les munitions à charges conventionnelles ont été largement utilisées dans les conflits depuis la seconde moitié du XXe siècle.
Au moins 440 millions de sous-munitions ont été larguées depuis 1965, causant « plusieurs dizaines de milliers de victimes civiles depuis 1965 » selon Handicap International.
Le plus important bombardement utilisant ces armes est celui effectué par les États-Unis, entre 1965 et 1973, sur la province de Xieng Khouang, au Laos, lors de la « guerre secrète » contre le Pathet Lao. Ce bombardement est considéré comme le plus important bombardement au monde, devant le bombardement de Dresde ou encore les bombardements de Tokyo (bombe incendiaire sur des maisons majoritairement en bois, mai 1945), tous deux également par les États-Unis. Plus de 2 millions de tonnes y ont ainsi été lâchées. On considère que de nos jours, principalement concentrés autour de la ville de Long Tien, encore 30 %, de ces bombes n'ont pas explosé. On y compte plus de 20 000 victimes de ces bombes non explosées depuis la fin de la guerre.
Une Convention sur les armes à sous-munitions, ouverte à la signature des États depuis le 3 décembre 2008, en interdit l'emploi, la production, le stockage et le transfert et prévoit des dispositions novatrices concernant l'assistance aux nombreuses victimes de ces armes.
Les armées russe et syrienne ont utilisé des armes à sous-munitions durant la guerre civile syrienne,.
Dans la guerre civile yéménite qui dure depuis 2014, des ONG comme Amnesty International ou Human Rights Watch indiquent que l'Arabie Saoudite utiliserait des bombes à sous-munitions, ce que confirme l'Arabie Saoudite par la suite,.
Des armes à sous-munitions sont utilisées par l'armée russe lors de l'invasion de l'Ukraine en 2022.
Le 7 juillet 2023, les États-Unis déclarent vouloir fournir à l'Ukraine des armes à sous-munitions dans sa guerre contre la Russie. L’annonce suscite une vague de condamnations de la part des organisations qui mesurent les effets de ces armes et tentent de les atténuer. Milieu juillet, des informations recueillies par le Washington Post semblent confirmer que  l’armée ukrainienne aurait utilisé pour la première fois ces armes qui leur ont été fournies par les États-Unis, informations confirmées par la Maison-Blanche. La Russie qui prétend ne pas les avoir utilisées jusqu'alors déclare disposer, elle aussi, d'une « bonne réserve » d'armes à sous-munitions, en menaçant de l'employer sur le front en Ukraine.

## Caractéristiques

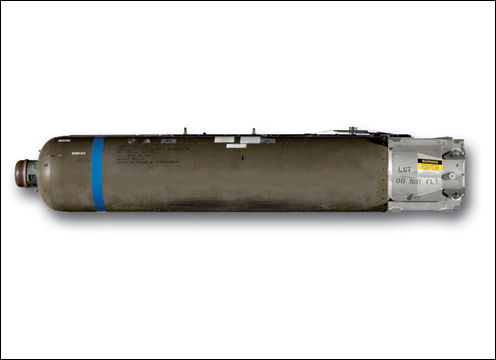
Bombe CBU-87 de 950 livres, emportant 202 sous-munitions BLU-97/B anti-personnel/anti-matériel, son taux de non-réussite est annoncé à 5 % (matériel neuf et utilisation conforme)

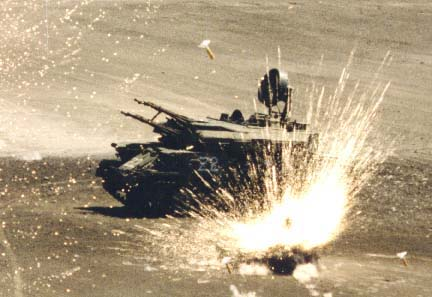
Un ZSU-23-4 pris pour cible par des BLU-97 lors d'un tir d'exercice d'AGM-154 Joint Standoff Weapon.

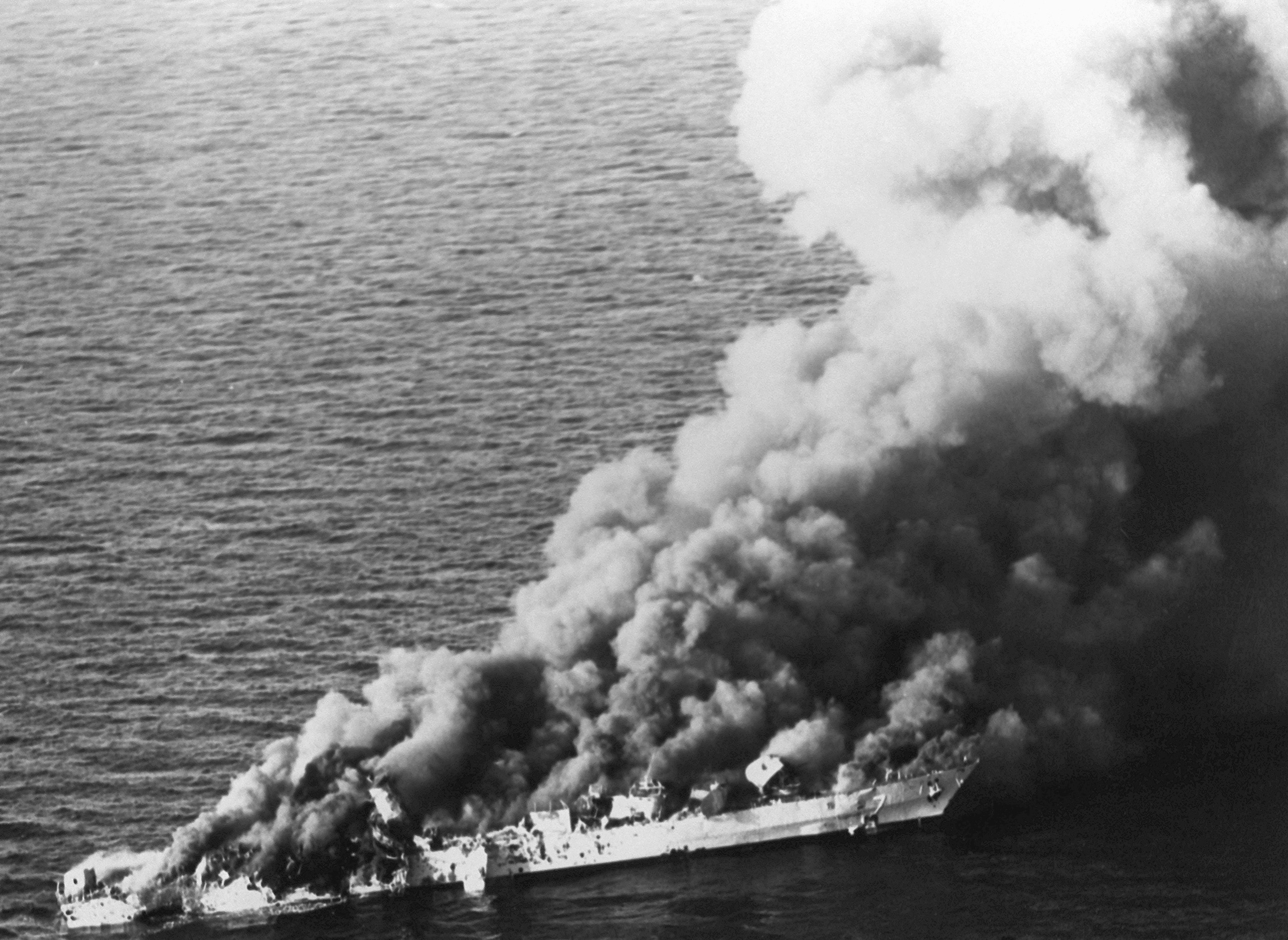
Frégate de la marine iranienne touchée par trois missiles AGM-84 Harpoon et par des bombes à sous-munitions de l’US Navy lors de la bataille des plates-formes pétrolières Sassan et Sirri en 1988.

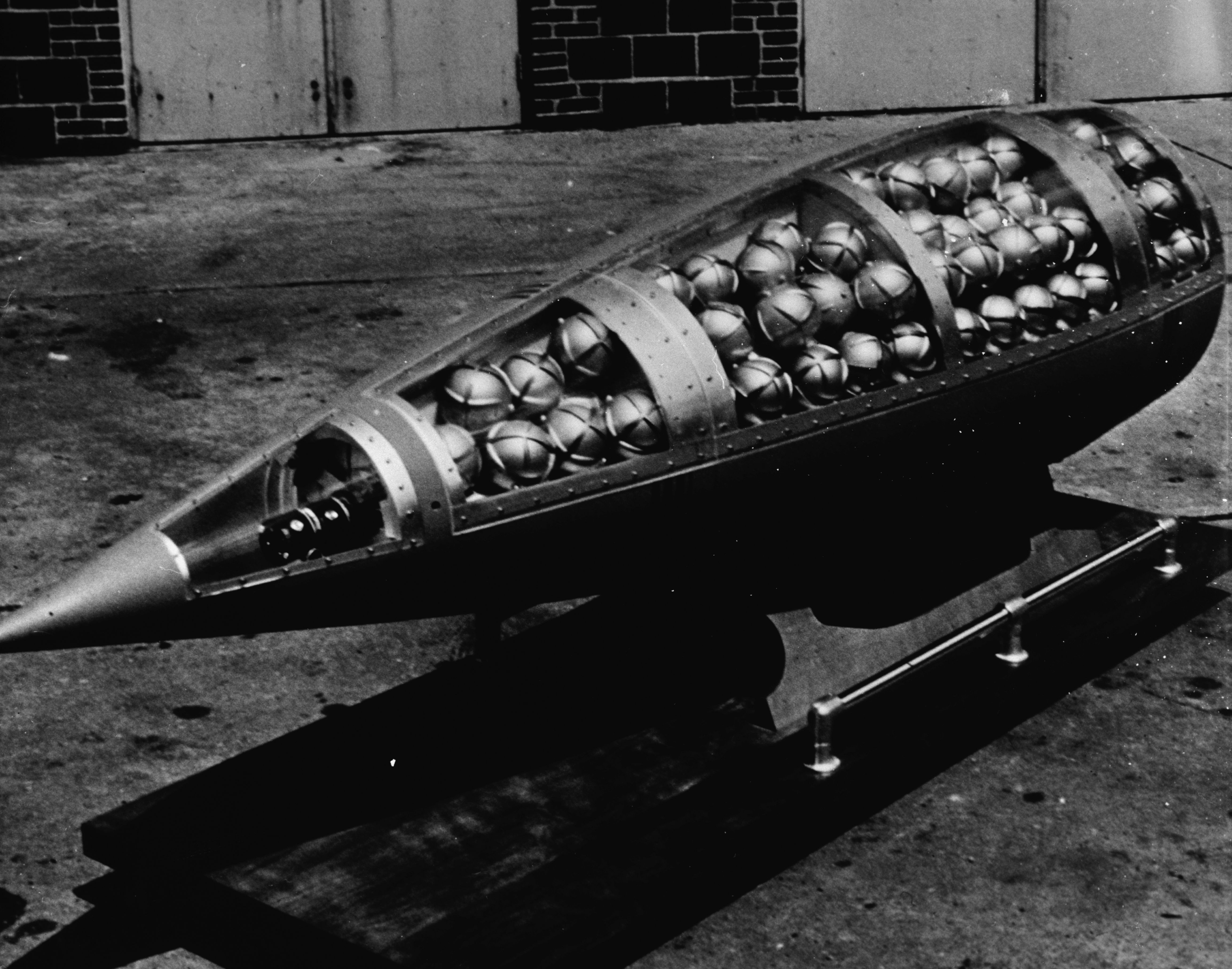
Écorché de démonstration d’une ogive de missile Honest John. Les sous-munitions M139 au sarin sont bien visibles.

Elle diffère de la bombe à fragmentation, qui projette des éclats vulnérants non explosifs.
Les sous-munitions sont adaptées à divers objectifs, dont la neutralisation :
- d’une piste d’aviation ;
- d’un ou plusieurs véhicules (y compris blindé) ;
- de navires ;
- d’usines ;
- ou encore de personnels (infanterie, en général).

Les plus lourdes bombes à sous-munitions sont parfois freinées ou guidées par des parachutes qui ne se déclenchent, notamment les modèles anti-blindés, qu’après avoir détecté leurs cibles. Une même bombe abrite, habituellement, un type unique de sous-munitions.
Les sous-munitions peuvent être mises en œuvre dans les systèmes les plus divers, qu’il s’agisse d’un missile balistique (nucléaire ou non), d’un missile de croisière, d’une roquette, d’un obus tiré par un obusier (en courbe balistique au-dessus d’un obstacle), d’un obus-cargo ou d’une bombe aérienne.

## Critiques

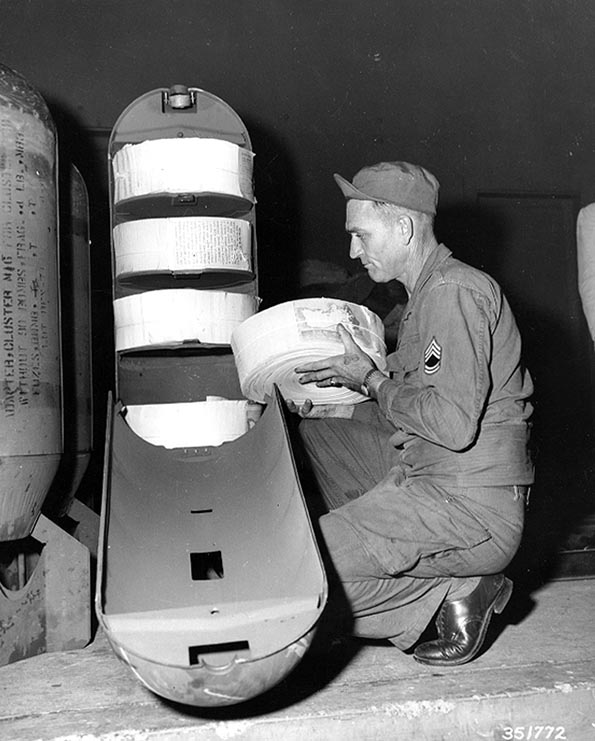
Ce type d’engin peut aussi servir à envoyer autre chose que des munitions, par exemple ces tracts de propagande durant la guerre de Corée.

Les armes à sous-munitions sont pointées du doigt par les associations humanitaires comme Handicap International, et la Croix-Rouge, des organisations internationales telles que l’ONU, et des élus de différents pays. Selon le dernier rapport de l'Observatoire des bombes à sous-munitions 2022 coécrit par Handicap International, en 2021, les civils représentaient 97 % de l'ensemble des victimes, dont 66% d'enfants. 
Une proportion importante (jusqu’à 30 %) de sous-munitions n’explose pas à l’impact et constitue un danger durable pour les populations locales (surtout les enfants qui les prennent pour des jouets) et ce jusqu’à plusieurs décennies après les conflits. Il y aurait en 2006 plusieurs milliards de sous-munitions en stock à travers le monde, représentant une menace de prolifération colossale.
L’ONU estime qu’au Kosovo, en Afghanistan, en Irak et au Sud-Liban, il reste près d’un million de ces sous-munitions sur le terrain responsables aujourd'hui de 3 ou 4 blessés ou décès quotidiens, même en cas de cessation des hostilités. L'OTAN est parfois mise en cause dans son utilisation massive de celles-ci lors du bombardement de 1999 en Yougoslavie, une petite proportion n'ayant pas encore explosé,.
Le secrétaire adjoint de l'ONU Jeffrey Feltman a déclaré le 6 novembre 2012 que la Syrie « faisait vraisemblablement usage de bombes à sous-munition ».

## Fabricants
- Allemagne : Production abandonnée et stocks détruits avec l'adoption du traité d'interdiction.
- Chine
- États-Unis : De nombreux types de sous-munitions ont été conçus durant la guerre froide. Bien que ce pays n'ait pas signé le traité d'interdiction des sous-munitions, les forces armées des États-Unis les délaissent progressivement depuis les années 2010 et n'ont pas, en 2022, renouvelé leurs stocks.
- France : Selon le site du gouvernement, la France a fabriqué ces armes jusqu'en 2002, les dernières étant éliminés en 2016[24],[25].
- Russie : l'Union soviétique puis la Russie est l'un des deux plus grands producteurs de sous-munitions.

## Législation

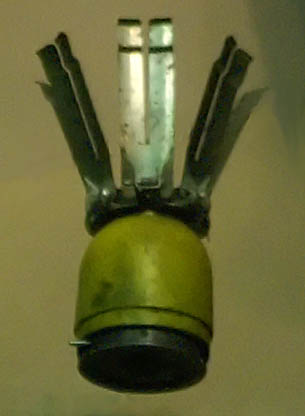
Une sous-munition BLU-3 américaine utilisée, entre autres, durant la guerre du Viêt Nam. Pesant 790 grammes, elle contient 180 g d’explosif et 200 granules en acier.

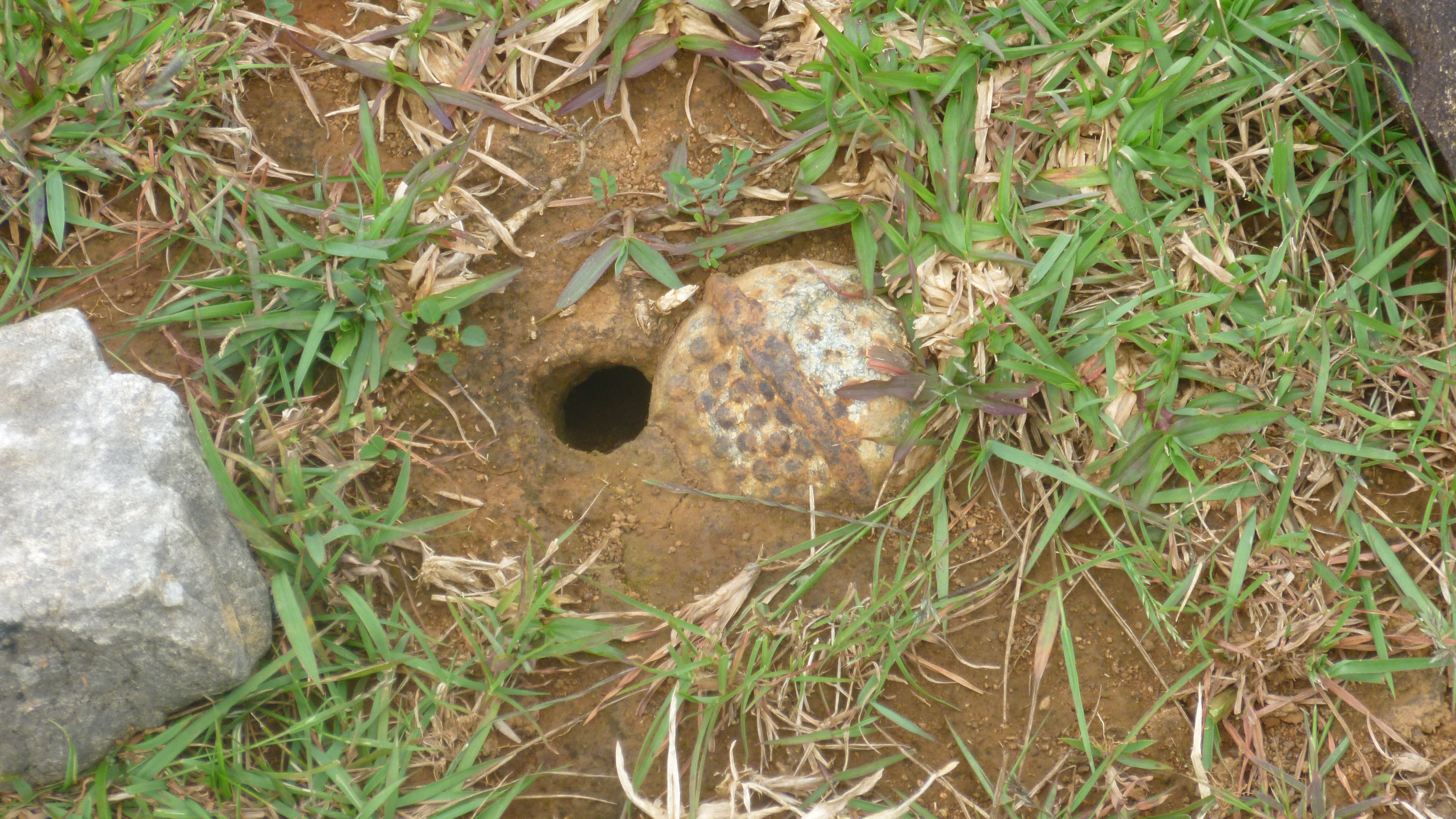
Nombre de munitions non-explosées mais encore actives font perdurer les séquelles de guerre. Ici ; munition non explosée à sous-munition probablement de type « BLU-26 » ; accidentellement non détectée par l'équipe de déminage MAG. Plaine des Jarres, Laos

### Au niveau international
En février 2007, 46 pays réunis à Oslo (dont notamment l’Allemagne, la Belgique, le Canada, la France, l’Italie, le Royaume-Uni, la Suisse) sur initiative du gouvernement norvégien se sont engagés à aboutir d’ici 2008 à un traité d’interdiction des armes à sous-munitions, qui ont des conséquences inacceptables pour les populations civiles. La Norvège et l’Autriche ont également adopté des moratoires sur ces armes.
À Dublin, le 29 mai 2008, un texte de traité interdisant les armes à sous-munitions est adopté par les représentants de 107 pays, au sein desquels manquaient notamment les États-Unis, la Russie, la Chine, la Corée du Nord, l'Inde, l'Iran, Israël et le Pakistan. Ce traité signé par 94 États à Oslo les 3 et 4 décembre 2008 stipule que chaque État signataire s’engage à ne « jamais, en aucune circonstance, employer d’armes à sous-munitions, mettre au point, produire, acquérir de quelque manière, stocker, conserver ou transférer à quiconque, directement ou indirectement, des armes à sous-munitions ; assister, encourager ou inciter quiconque à s’engager dans toute activité interdite à un État partie en vertu de la présente convention ». Le traité comporte en outre des dispositions révolutionnaires en ce qui concerne l'assistance aux victimes de ces armes.
Le 16 février 2010, le Burkina Faso a été le 30e État à déposer son instrument de ratification de la Convention ce qui implique son entrée en vigueur : les dispositions du traité deviennent juridiquement contraignantes à partir du 1er août 2010.
En outre, le Protocole V de la Convention sur certaines armes classiques adopté en 2003 et entré en vigueur le 12 novembre 2006 sur les restes explosifs de guerre exige que les parties à un conflit armé procèdent à l’enlèvement de toutes les munitions non explosées. Ce Protocole est généralement critiqué par les ONG car il n'exerce aucune contrainte sur les États en ce qui concerne l'utilisation des armes concernées.

### En Belgique
La Belgique est depuis le 16 février 2006, le premier pays à avoir adopté une loi interdisant les armes à sous-munitions. La loi Mahoux sur l’interdiction des sous-munitions est effective depuis le 18 mai 2006.

### Aux États-Unis
Un mémorandum du 19 juin 2008 du secrétaire à la Défense des États-Unis ordonne qu'à partir de 2018, les sous-munitions ayant un taux de raté dangereux ou non-dangereux supérieur à un 1 % ne seront plus produites et retirées du service.
Elles ne sont plus utilisées en opérations depuis le début des années 2010. Textron, dernière entreprise américaine à fabriquer ce type d'arme, a annoncé la fin de la production de ce type de munitions le 31 août 2016.

### En France
En décembre 2006, deux sénateurs dans un rapport d’information du 20 décembre 2006 demandent à l’armée française d’abandonner et de détruire 22 000 roquettes M-26 achetées aux États-Unis pour ses M270 ; chacune de ces roquettes contient 644 sous-munitions de la taille d’une grenade, avec un taux de ratés de 30 % dans certaines conditions.
Le 24 mai 2008, la France annonce le retrait du service opérationnel des roquettes M-26.
La loi du 20 juillet 2010 tendant à l'élimination des armes à sous-munitions transcrit dans le droit français les prescriptions de la convention d'Oslo, signée par la France le 3 décembre 2008.
À l’occasion de la réunion du jeudi 30 juin 2016 de la Commission nationale pour l’élimination des mines antipersonnel (CNEMA), le ministère de la Défense a confirmé l’achèvement des opérations de destruction des stocks d’armes à sous-munitions détenus par la France, conformément à la Convention d’Oslo de 2008 interdisant l’utilisation, la production, le stockage et le transfert des armes à sous-munitions. La destruction de ces stocks, composés de roquettes LRM et d’obus OGR, s’achève avec plus de deux ans d’avance sur le délai prévu par la Convention d’Oslo.
Le coût de destruction de ces munitions  est financé par le Ministère de la défense (programme 178 Préparation et emploi des forces de la mission Défense). La destruction des 22 000 roquettes M26 (contenance unitaire de 644 grenades M77, soit un total de 14 168 000 sous-munitions M-77) et des 13 000 obus OGR (obus à grenades d'une contenance unitaire de 63 grenades d'un calibre 155 mm, soit un total de 819 000 sous-munitions) représente un coût total estimé entre 30 et 35 millions d’euros. La majorité de ces fonds sera affectés à la destruction des roquettes M26 « car il faut traiter les explosifs [des M77] et les propulseurs [des M 26]». « La destruction des OGR, qui semble techniquement moins difficile, est tout de même estimée à 900 000 euros » selon Hubert Falco auditionné par la Commission de la défense nationale et des forces armées le 22 juin 2010 et selon une étude de l’état-major des armées « Les premières évaluations font apparaître qu’il faudrait un effort d’investissement de l’ordre de 30 à 35 millions d’euros hors taxes, dont 6 millions d’euros pour l’acquisition d’un incinérateur ».
Le 30 juin 2016, la France a annoncé avoir détruit des engins à sous munition en conformité avec la convention d'Oslo de 2008.

### En Suisse
Le 25 septembre 2007, le Conseil national a voté l’initiative Dupraz 05.452 qui demande la modification de la Loi sur le matériel de guerre pour interdire en Suisse les armes à sous-munitions. Avec 91 voix pour, 81 contre et 4 abstentions le Conseil national a renversé le préavis négatif donné par la Commission de la politique de sécurité.
Par ailleurs, l’initiative Dupraz contredit également la motion Glanzman qui propose de réglementer l’utilisation des armes à sous-munitions plutôt que de les interdire. Le Conseil fédéral s’était appuyé sur la motion Glanzman pour annoncer en mai 2007 un moratoire partiel qui porte sur des sous-munitions que la Suisse ne possède pas.
À la suite de la ratification de la Convention sur les armes à sous-munitions le 17 juillet 2012, l'armée suisse commença l'élimination de ses stocks de munitions à sous-munitions en 2013.